# Powiat de Łódź-est
Pour les articles homonymes, voir Łódź (homonymie).
Le powiat de Łódź-est (en polonais : Powiat łódzki wschodni) est un powiat  (district - une division administrative territoriale) de la voïvodie de Łódź, dans le sud de la Pologne. 
Il est né le 1er janvier 1999, à la suite des réformes polonaises de gouvernement local passées en 1998 et créée en 2002.
Le siège administratif (chef-lieu) du powiat est la ville de Łódź, bien qu'elle ne soit pas sur son territoire. Il y a trois villes dans ce powiat: Koluszki, Tuszyn et Rzgów.
Le district couvre une superficie de 499,32 kilomètres carrés. En 2006, sa population est de 64 574 habitants, avec une population pour la ville de Koluszki de 13 407 habitants, 7 178 à Tuszyn et 3 338 à Rzgów.
Jusqu'en 2002, le powiat de Łódź-est comprenait le territoire qui forme depuis cette date le powiat de Brzeziny.

## Division administrative
Le district est subdivisé en 6 gminy (communes) (3 urbaines-rurales (mixtes) et 3 rurales) :

- 3 communes (gmina) urbaines-rurales : Koluszki, Rzgów et Tuszyn
- 3 communes rurales : Andrespol, Brójce et Nowosolna.

| Gmina     | Type         | Superficie (km²) | Population (2006) | Chef-lieu     |
| Koluszki  | urbain-rural | 157.2            | 22985             | Koluszki      |
| Andrespol | rural        | 23.8             | 11693             | Andrespol     |
| Tuszyn    | urbain-rural | 128.9            | 11690             | Tuszyn        |
| Rzgów     | urbain-rural | 66.0             | 9019              | Rzgów         |
| Brójce    | rural        | 69.6             | 5399              | Brójce        |
| Nowosolna | rural        | 54.0             | 3788              | Łódź-Widzew * |

Note: * = Ne fait pas partie du territoire de la gmina

## Démographie
Données du 30 juin 2012
| Description | Total  | Total | Femmes | Femmes | Hommes | Hommes |
| ----------- | ------ | ----- | ------ | ------ | ------ | ------ |
| Unité       | Nombre | %     | Nombre | %      | Nombre | %      |
| Population  | 68 997 | 100   | 35 566 | 51,55  | 33 431 | 48,45  |
| Urbain      | 23 658 | 34,29 | 12 394 | 17,96  | 11 264 | 16,33  |
| Rural       | 45 339 | 65,71 | 23 172 | 33,58  | 22 167 | 32,13  |

## Histoire
De 1975 à 1998, les différentes gminy du powiat actuel appartenaient administrativement aux voïvodies de Piotrków et de Łódź.